# Patriarcado da Etiópia

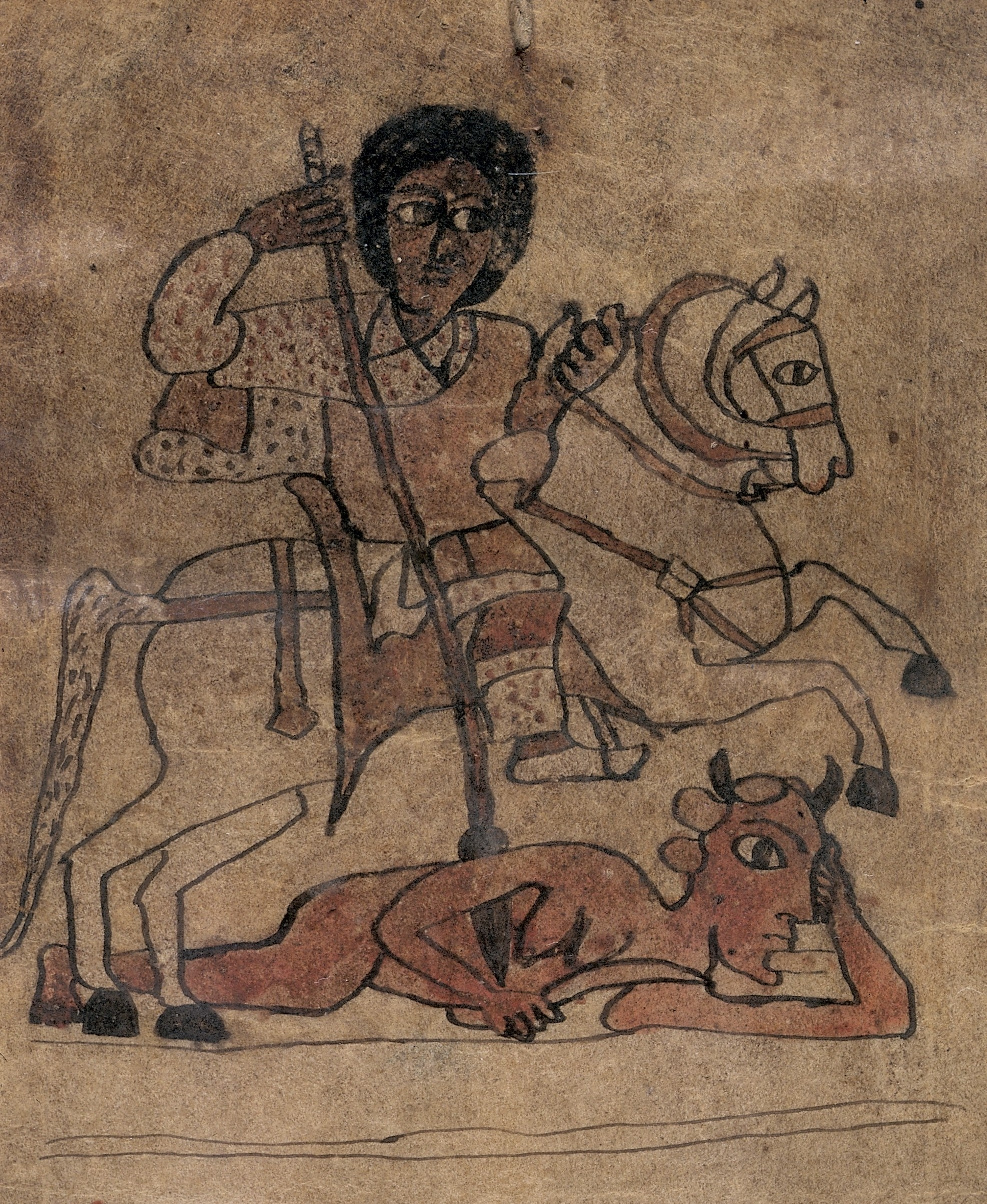
Susenyos I tornou o catolicismo a religião oficial do estado da Etiópia

O Patriarcado da Etiópia (em latim: Patriarchatus Aethiopiensis) foi um patriarcado da Igreja Católica do rito romano, existente entre 1535 e 1636.

## História
Os Descobrimentos portugueses, nos finais do século XV, abriram o caminho para os contatos diretos entre a Igreja Católica e da Igreja Ortodoxa Etíope, através dos jesuítas. Foi nomeado o primeiro patriarca o jesuíta João Bermudes, em 1536, pelo Papa Paulo III.
Devido a certos prelados ortodoxos etíopes (aliados do poder imperial) e aos comportamentos do prelado português Afonso Mendes, que foi nomeado Patriarca da Etiópia em 1622 pelo Papa Urbano VIII e que foi expulso da Etiópia em 1636, esses contatos, que pareciam estar destinadas ao sucesso, conduziram ao encerramento total da Etiópia para posterior contato com Roma.

## Patriarcas
- João Bermudes, S.J. † (1536 - 1545)
- João Nunes Barreto, S.J. † (1555 - 1557)
- Andrés de Oviedo, S.J. † (1557 - 1577)
- Melchior Miguel Carneiro Leitão, S.J. † (1577 -  1581)
- sede vacante (1581 - 1622)
- Afonso Mendes, S.J. † (1622- 1636)